# میانگین و کوواریانس نمونه
میانگین نمونه (Sample mean, sample average) یا میانگین تجربی (Empirical mean, Empirical average) و کوواریانس نمونه (sample covariance) یا کوواریانس تجربی (empirical covariance) آماری هستند که از نمونه‌گیری از داده‌ها بر روی یک یا چند متغیر تصادفی محاسبه می‌شوند.
میانگین نمونه برداری است که هر مولفهٔ آن میانگین مشاهدات متغیر تصادفی مربوط است.
میانگین نمونه بیشتر به منظور پارامتر مکان توزیع‌های احتمالاتی به کار می‌رود.
کوواریانس نمونه ماتریسی مربعی است که مولفهٔ iوjام آن کوواریانس نمونه بین متغیرهای iوjام را نشان می‌دهد. مولفهٔ iوiام این ماتریس واریانس نمونهٔ متغیر i را نشان می‌دهد. کوواریانس نمونه بیشتر به منظور شاخص پراکندگی به کار می‌رود.
فرض کنید یک بردار تصادفی {\displaystyle X} دارای {\displaystyle K} بعد است و {\displaystyle N} نمونه از آن {\displaystyle \mathbf {x} _{i},i=1,\ldots ,N} داده شده‌است. میانگین و کوواریانس نمونه به ترتیب به صورت زیر محاسبه می‌گردند:
{\displaystyle \mathbf {\bar {x}} ={\frac {1}{N}}\sum _{i=1}^{N}\mathbf {x} _{i}.}
{\displaystyle \mathbf {Q} ={1 \over {N-1}}\sum _{i=1}^{N}(\mathbf {x} _{i}-\mathbf {\bar {x}} )(\mathbf {x} _{i}-\mathbf {\bar {x}} )^{\mathrm {T} },}
استفاده از {\displaystyle {N-1}} به جای {\displaystyle {N}} تصحیح بسل نام دارد که به منظور تصحیح بایاس تخمین انجام می‌گیرد.

## نقد
میانگین نمونه و کوواریانس نمونه، آماری قوی نیستند، به این معنی که به مقادیر پرت حساس هستند. از آنجایی که استحکام اغلب یک ویژگی مطلوب است، به ویژه در کاربردهای دنیای واقعی، جایگزین‌های قوی ممکن است مطلوب باشند، به ویژه آمارهای مبتنی بر کمیت مانند میانه نمونه برای مکان،  و دامنه بین چارکی (IQR) برای پراکندگی. جایگزین‌های دیگر عبارتند: از trimming و Winsorising ، مانند trimmed mean و Winsorized mean .